# Ядыков, Трофим Иванович
Трофи́м Ива́нович Яды́ков (23 сентября 1910, Мироново, Яранский уезд, Вятская губерния, Российская империя — 8 сентября 1986, Никиткино, Медведевский район, Марийская АССР, РСФСР, СССР) — советский педагог. Учитель и заведующий Часовенской начальной школой Волжского района Марийской автономной области / Марийской АССР (1931—1938), директор Туруновской начальной школы Медведевского района МарАССР (1955―1970). Заслуженный учитель школы РСФСР (1968). Участник Великой Отечественной войны. Член ВКП(б).

## Биография
Родился 23 сентября 1910 года в дер. Мироново ныне Яранского района Кировской области в крестьянской семье.
Окончил Кузнецовское педагогическое училище близ г. Йошкар-Олы Марийской автономной области, в 1931—1938 годах — учитель и заведующий Часовенской начальной школой Волжского района Марийской автономной области / Марийской АССР.
В ноябре 1941 года призван в РККА. Участник Великой Отечественной войны: в 1942 году — командир 76-мм пушки, после окончания Челябинского танкового училища в 1943 году — механик-водитель СУ-152, с 1944 года, после ранения и излечения, — командир стрелкового взвода, гвардии младший техник-лейтенант, трижды ранен. 20 ноября 1943 года танк под его управлением вошёл в глубь обороны противника, уничтожил 6 орудий с расчётом, 3 дзота, до 15 солдат, захватил 2 пушки. 16 января 1945 года поднял взвод в атаку и занял населённый пункт, где убил до 25 врагов, 7 взял в плен. Член ВКП(б). Демобилизовался в ноябре 1945 года. Награждён орденами Отечественной войны II и I степени, Красной Звезды и медалями.
После демобилизации работал учителем в школах Кировской области и Татарской АССР. С 1953 года — учитель, в 1955—1970 годах — директор Туруновской начальной школы Медведевского района Марийской АССР.
За заслуги в области народного образования в 1968 году ему было присвоено почётное звание «Заслуженный учитель школы РСФСР». Награждён медалями.
Скончался 8 сентября 1986 года в дер. Никиткино Медведевского района Марийской АССР.

## Звания и награды
- Заслуженный учитель школы РСФСР (1968)[2][3]
- Орден Отечественной войны I степени (06.04.1985)[4][5]
- Орден Отечественной войны II степени (05.12.1943)[4][5]
- Орден Красной Звезды (18.01.1945)[4][5]
- Медаль «За победу над Германией в Великой Отечественной войне 1941—1945 гг.»[4][5]
- Медаль «За доблестный труд. В ознаменование 100-летия со дня рождения Владимира Ильича Ленина»